# Угорские языки

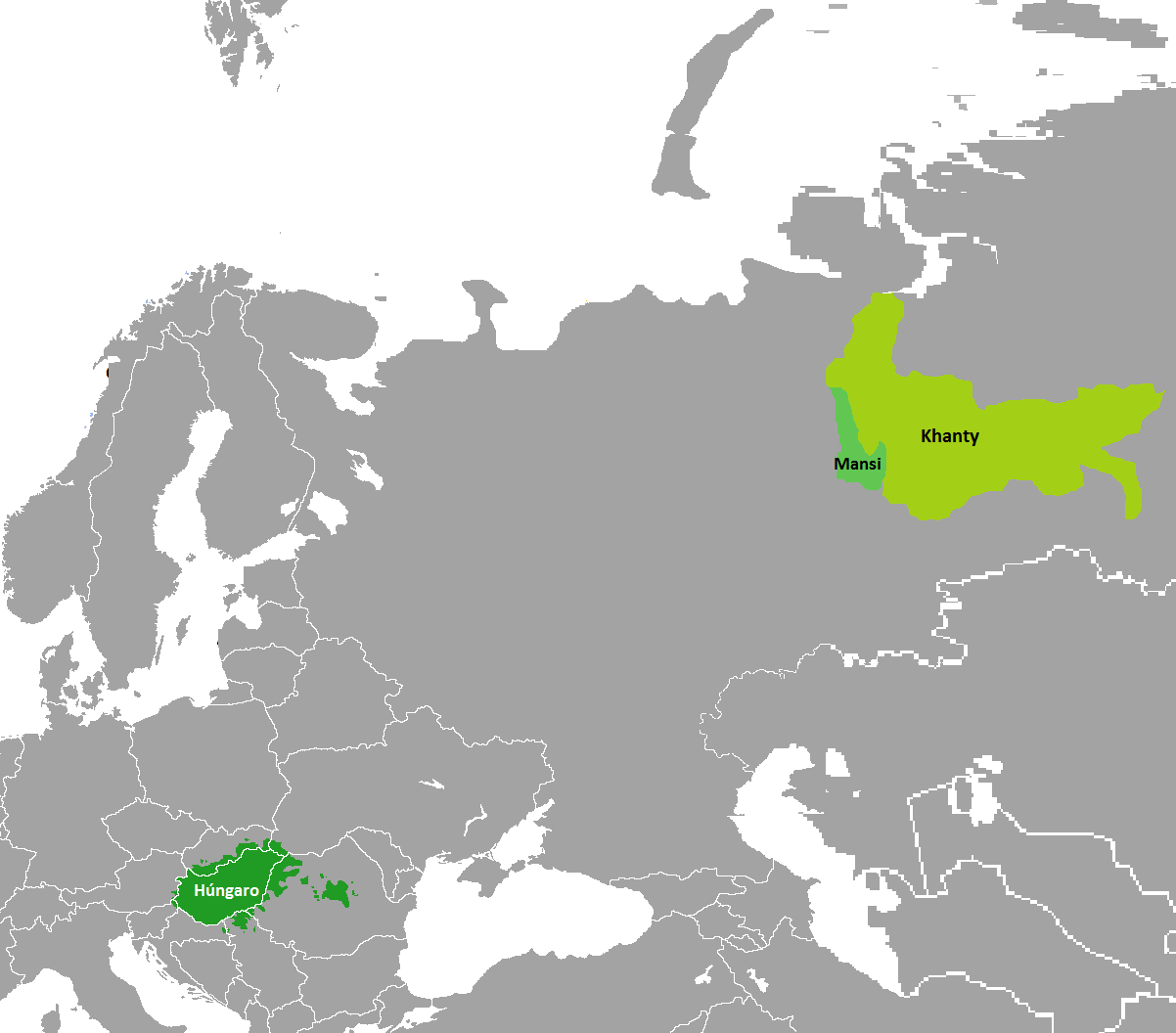
Географическое распространение угорских языков

Уго́рские языки́ — группа языков, распространённых в России и Венгрии и входящих в состав финно-угорской ветви уральских языков. Количество говорящих — около 15 млн человек. 
Угорские языки восходят к угорскому языку-основе, складывавшемуся в конце 3-го тыс. до н. э. вследствие распада финно-угорского праязыка на 2 ветви. Внутри группы венгерский язык противопоставлен обско-угорским языкам.  

## Классификация
К угорским языкам относятся:
- венгерский язык;
- обско-угорская группа в Западной Сибири:
  - хантыйский язык (устаревшее название — остяцкий),
  - мансийский язык (устаревшее название — вогульский),

каждый из которых делится на большое количество наречий (возможно, отдельных языков).

## Развитие и родство угорских языков
Учёные считают, что раскол хантов и манси на два разных народа, приведший к образованию двух разных языков — хантыйского и мансийского — произошёл приблизительно в начале нашей эры.

### Близость и взаимопонятность
Ни один из современных угорских языков в разговорной речи не понятен носителям других. Более того, носители многих несмежных говоров — например, хантыйского языка — испытывают значительные трудности при общении, вплоть до полной невозможности понять друг друга.

### Фонетика и фонология
Общие фонетические черты угорских языков являются итогом перестройки прауральского звукового строя — в частности, изменения сибилянтов и лениции заднеязычных согласных:
- протоуральские /*s/ и /*š/ слились и стали в итоге звуком, не являющимся сибилянтом (вероятно, [θ] или [ɬ]), дав в конечном итоге /t/ в мансийском и /*ɬ/, /t/ или /l/ в хантыйском (в зависимости от диалекта); в венгерском эти звуки были полностью утрачены;
- звук /ś/ стал /*s/;
- /*x/, /*k/, /*w/ стали, по большей части, /*ɣ/.

Прауральское стечение согласных *lm перешло в угорских языках, по большей части, в /m/ (например, прауральское *śilmä «глаза» → вен. szem, манс. сам /sam/, хант. сем /sem/). Примечательным является числительное «три» — в венгерском языке оно выглядит как három, в то время как, например, в финском оно выглядит как kolme (в других финно-угорских языках также сохраняются m и l: в инари-саамском — kulma, в эрзянском — колмо и т. п.). В хантыйском языке оно выглядит как хурэм /xuːrəm/), то есть имеет, как в венгерском, согласные r и m, поэтому можно сделать вывод, что венгерский и хантыйский языки более близки, нежели, например, финский и венгерский или венгерский и эрзянский. Было выдвинуто предположение, что числительное «три» изначально имело согласный r, но в ходе развития он перешёл в финно-пермских языках в l.
Во всех трёх угорских языках произошла латерализация звука /*δ/ в /*l/ (как и в пермских языках).

### Лексика
Современные угорские языки имеют в лексике большое количество общих слов, которых нет в других уральских языках. В это число входят такие слова, как например «огонь» (вен. tűz, манси. таўт /taːwt/, ханты. тут /tut/), «лошадь» (вен. ló, lov-, манси. луў /luw/, ханты. лав /law/) и «седло» (вен. nyerëg, манси. нагэр /naɣər/). Общими в их лексике являются также другие бытовые слова, как например «крыша» (вен. tető, манси. такэм, ханты тевтәм) и числительные — вен. öt «пять», манси. ат и ханты. вет. 
Ханты и манси являются близкими родственниками по языку и культуре. В словарном составе их языков обнаруживается большое количество очень похоже звучащих слов: например, манси. сам — ханты. сэм «глаз», лув — лув «кость», āмп — амп «пёс», охсар — вухсар «белка», тōрум — торəм «небо», тāл — тал «зима», āпси — апси «младший брат», нам — нэм «имя», хāп — хэп «лодка», мēн «мы вдвоём» — мин «мы вдвоём», хōт — хəт «шесть».
Многие слова в этих языках (даже самые основополагающие), однако, выглядят по-разному: кāт — ёш «голова», вит — йингк «вода», ур — рэп «гора», э̄лмхо̄лас — ханнэхэ «человек», акв, аква — и, ит «один».

### Другая трактовка угорского единства
Исконное единство угорских языков (и, шире, традиционно предполагаемое исконное единство уральских языков) ставится под вопрос некоторыми исследователями. 
Другая точка зрения предлагает вторичную конвергенцию идиомов различного происхождения (как родственных, так и неродственных) внутри языкового союза.